# HMS Bramham (L51)
Pour les articles homonymes, voir Bramham.
Le HMS Bramham (pennant number L51) est un destroyer d'escorte de classe Hunt de type II construit pour la Royal Navy pendant la Seconde Guerre mondiale.

## Construction
Le Bramham est commandé le 20 décembre 1939 dans le cadre du programme d'urgence de la guerre de 1939 pour le chantier naval de Alexander Stephen and Sons de Linthouse à Glasgow en Ecosse sous le numéro J1480. La pose de la quille est effectuée le 17 avril 1941, le Bramham est lancé le 29 janvier 1942 et mis en service le 16 juin 1942.
Il est parrainé par la communauté civile de Beverley dans le East Riding of Yorkshire pendant la campagne nationale du Warship Week (semaine des navires de guerre) en mars 1942.
Les navires de classe Hunt sont censés répondre au besoin de la Royal Navy d'avoir un grand nombre de petits navires de type destroyer capables à la fois d'escorter des convois et d'opérer avec la flotte. Les Huntde type II se distinguent des navires précédents type I par une largeur (Maître-bau) accru afin d'améliorer la stabilité et de transporter l'armement initialement prévu pour ces navires.
Le Hunt type II mesure 80,54 m de longueur entre perpendiculaires et 85,34 m de longueur hors-tout. Le Maître-bau du navire mesure 9,60 m et le tirant d'eau est de 3,51 m. Le déplacement est de 1070 t standard et de 1510 t à pleine charge.
Deux chaudières Admiralty produisant de la vapeur à 2100 kPa et à 327 °C alimentent des turbines à vapeur à engrenages simples Parsons qui entraînent deux arbres d'hélices, générant 19 000 chevaux (14 000 kW) à 380 tr/min. Cela donné une vitesse de 27 nœuds (50 km/h) au navire. 281 t de carburant sont transportés, ce qui donne un rayon d'action nominale de 2 560 milles marins (4 740 km) (bien qu'en service, son rayon d'action tombe à 1 550 milles marins (2 870 km)).
L'armement principal du navire est de six canons de 4 pouces QF Mk XVI (102 mm) à double usage (anti-navire et anti-aérien) sur trois supports doubles, avec un support avant et deux arrière. Un armement antiaérien rapproché supplémentaire est fourni par une monture avec des canons quadruple de 2 livres "pom-pom" MK.VII et deux  canons Oerlikon de 20 mm Mk. III montés dans les ailes du pont. Les montures jumelles motorisées d'Oerlikon sont remplacées par des Oerlikons simples au cours de la guerre. Jusqu'à 110 charges de profondeur pouvaient être transportées,. Le navire avait un effectif de 168 officiers et hommes,.

## Histoire

### Seconde Guerre mondiale

#### HMSBramham
1942
Après avoir terminé ses essais et sa mise en service, le Bramham se rend à Scapa Flow en juin 1942 pour s'entraîner avec les navires de guerre de la Home Fleet. Il rejoint le Londonderry Escort Task Force en juillet, puis est transféré pour rejoindre les navires de guerre de la Home Fleet pour escorter les convois de Malte.
Le Bramham et le destroyer Wilton (L128) ont rejoint le convoi WS21 dans la Clyde le 29 juillet en route vers l'océan Indien, escortant le convoi à travers la zone d'approche du Nord-Ouest, puis se séparant du convoi WS21 le 2 août pour rejoindre l'escorte des navires à destination de Malte. Le 9 août, il est affecté avec les destroyers Ashanti (F51), Ledbury (L90), Fury (H76), Icarus (D03), Intrepid (D10), Pathfinder (G10), Penn (G77), Westcott (D47), Wrestler (D35) et Vidette (D48) pour escorter les croiseurs légers Nigeria (60), Kenya (14), Manchester (15) et Cairo (D87) de la Force X, pour un rôle de soutien étroit pour le convoi WS21S pour le voyage à Malte dans le cadre de l'opération Pedestal,,,,.
Le convoi WS21S est lourdement attaqué par l'ennemi le 12 août, provoquant le bombardement et l'immobilisation du navire marchand SS Deucalian. Le Bramham est détaché pour protéger le navire marchand, puis il secourt les survivants après le naufrage du Deucalian en continuant à être touché par des torpilles. Le lendemain, en route pour rejoindre le convoi WS21S, il est  détaché pour protéger le navire marchand SS Dorset des coups d'un bombardier en piqué ; le Dorset est finalement détruit. Le 14 août, le Bramham  et le Penn sont envoyés pour escorter le pétrolier SS Ohio endommagé à Grand Harbour, à Malte,,,,,. Le Bramham, le Penn et le Ledbury sont partis le 19 août pour retourner à Gibraltar, arrivant le 21 août, puis reprennent leur voyage le 24 août pour retourner à Scapa Flow.
En septembre, le Bramham est mobilisé pour renforcer l'escorte de convois arctiques afin de transporter les fournitures nécessaires à Mourmansk en Union soviétique; il escorte le convoi PQ18 en Russie et le convoi QP14 pour le retour. Plus tard, le Bramham  rejoint la Londonderry Escort Force pour servir d'escorte des transports sur place. Il est l'un des deux navires qui sont revenus pour sauver les survivants du croiseur léger HMS Curacoa, qui a été coupé en deux et coulé rapidement après une collision avec le navire à passagers RMS Queen Mary qui transporte des troupes le 2 octobre,.
Le 20 octobre, le Bramham, le destroyer Cowdray (L52) et le destroyer polonais ORP Błyskawica sont désignés pour escorter un convoi vers Gibraltar. Le 26 octobre, il est retenu pour escorte et a directement soutenu l'opération Torch, le débarquement allié en Afrique du Nord. Il rejoint la Eastern Fleet (Force opérationnelle orientale) pour le débarquement sur Oran le 8 novembre, escortant le convoi amphibie, et le 12 novembre, escorté des convois côtiers d'escorte pour la campagne. 

Alors qu'il escorte un convoi entre Phillippeville et Bône le 20 novembre, il est attaqué par un avion ennemi, frappé sur la tourelle de 4 pouces à l'arrière, et subit des dommages lors du largage d'une bombe qui explose sous l'eau. La poupe du navire est inondée et le navire est remorqué sur Alger pour des réparations temporaires le 25 novembre. Le 20 décembre, il se rend à Gibraltar pour poursuivre les réparations afin de pouvoir retourner en Angleterre.
1943
Le Bramham quitte Gibraltar le 24 janvier 1943 pour retourner en Angleterre et est réparé dans un chantier naval privé à Tyneside. Tout en subissant des réparations, il est retiré de la Royal Navy et transféré à la Marine de guerre hellénique en Grèce.

#### HHeMSThemistoklis
1943
Après avoir terminé la mise en service du radoub le 10 juillet 1943, il entre au service de la Marine royale grecque sous le nom de HHeMS Themistoklis, du nom du philosophe grec Thémistocle. Le navire est transféré à la Mediterranean Fleet (flotte méditerranéenne) en août et navigue vers Alger en septembre. Il accompagne les destroyers britanniques Croome (L62) et Exmoor (L08) et le destroyer grec HHeMS Kriti (anciennement le HMS Hursley britannique) pour rejoindre la 22e Division de Destroyers le 30 septembre et est envoyé pour opérer dans la région de la mer Égée.
Le 1er octobre, le Themistoklis avec Aldenham (L22) et le destroyer grec Miaoulis (L91) sont affectés pour patrouiller dans les îles du Dodécanèse afin d'empêcher l'ennemi de les envahir. Le blocage échoue, mais les navires ont continué de patrouiller dans la région du détroit de Kasos le lendemain. Après le ravitaillement en carburant à Alexandrie, en Égypte, le 3 octobre, il voyage de nouveau avec Aldenham, Miaoulis et Rockwood (L39) à Limassol à Chypre le lendemain pour soutenir des opérations militaires dans la mer Égée. Le 7 octobre, le Themistoklis et le Aldenham quittent Limassol pour rencontrer le croiseur léger Carlisle (D67) et les destroyers Petard (G56) et Panther (G41) sur un site au sud du détroit de Scarpanto. Après une recherche infructueuse de l'ennemi dans le détroit, il se sépare et retourne à Alexandrie le lendemain ,.
Le Themistoklis aide ensuite au retrait des troupes de Leros en novembre et continue à patrouiller et à escorter les transports en Méditerranée orientale, avant d'être envoyé à Malte pour préparer la prochaine campagne amphibie à Anzio en Italie,.
1944 - 1945
Le Themistoklis navigue de Naples avec la Force opérationnelle 81.6 dans le cadre de l'opération Shingle, les débarquements alliés sur Anzio, et le 21 janvier 1944, il  fait partie de la Strike Force X, escortant le convoi des navires d'assaut et de patrouille soutenant les tirs pendant le processus de débarquement. Après la fin de l'opération, il reprend le rôle d'escorte de transport.
En juillet, le Themistoklis est de nouveau mobilisé en préparation de l'opération Dragoon, le débarquement allié dans le sud de la France, et est temporairement sous le commandement général de la US Navy (marine américaine). Le navire quitte Naples le 11 août avec les transports à grande vitesse américains USS Tattnall (APD-19), USS Barry (APD-29), USS Roper (APD-20), USS Greene (APD-36) et USS Osmond Ingram (APD-35)  dans le cadre de l'escorte du convoi SY1 à Propriano en Corse, en France, transportant des troupes du Commando vers la zone d'attaque. Le convoi quitte Propriano le 14 août et arrive à la zone de débarquement le lendemain, où il soutient le débarquement et la protection de la zone.
Après la fin de l'opération, le Themistoklis est transféré à la Force égéenne basée à Alexandrie et participe à des activités de reconquête d'îles dans la région de la mer Égée. Le 15 octobre, le Themistoklis et ses sœurs grecques Kriti, Pindos, Kanaris et Miaoulis  soutiennent le débarquement au Pirée et, en novembre, continuent de soutenir des opérations militaires au sol. Les destroyers de la classe Hunt sont regroupés dans la 12e Flotte de Destroyer (Grèce) et sont restés actifs jusqu'à la fin du conflit en Europe en mai 1945 .

### Après guerre
Le Themistoklis continue à servir dans la marine grecque jusqu'au 12 décembre 1959, date à laquelle il est renvoyé en Grande-Bretagne, puis inscrit sur la liste de révocation. Le navire a été vendu à un atelier de démolition grec le 30 juin 1960 et mis au rebut en Grèce ,.

### Honneurs de bataille
- ARCTIC 1942
- NORTH AFRICA 1942
- MALTA CONVOYS 1942

### Commandement
- Lieutenant (Lt.) Hugh Crofton Simms (RN) du 5 mai 1942 à mars 1943